# Qazaqstan Kubogy 2006
La Qazaqstan Kubogy 2006 è stata la 15ª edizione della Coppa del Kazakistan. Il torneo è iniziato il 17 aprile 2006 e si è concluso l'8 novembre successivo.

## Primo turno
I match si sono disputati il 17 aprile 2006.
| Squadra 1        | Risultato   | Squadra 2          |
| ---------------- | ----------- | ------------------ |
| Aqsý Stepnogorsk | 2 - 0       | Avangard Petropavl |
| Jetisý           | 2 - 0       | Jeleznodorojnïk    |
| Ordabası-2       | 3 - 2       | Jambıl             |
| Asbest           | 3 - 1 (dts) | Tobıl-2            |
| Aqjaıyq          | 3 - 0       | Jastar             |
| Cesna            | 4 - 1       | Köksw              |
| Bolat            | 1 - 7       | Şaxter-Yunost'     |

## Sedicesimi di finale
I match si sono disputati il 27 aprile 2006.
| Squadra 1        | Risultato       | Squadra 2         |
| ---------------- | --------------- | ----------------- |
| Vostok-2         | 3 - 3 (6-5 dtr) | Qaisar            |
| Ordabası-2       | 0 - 2           | Astana 1964       |
| Şaxter-Yunost'   | 0 - 5           | Almaty            |
| Jetisý           | 1 - 0           | Vostok Óskemen    |
| Gornıak Hromtaý  | 0 - 2           | Aqtöbe            |
| Qaýsar-Jas       | 0 - 5           | Ordabasy          |
| Raxat            | 0 - 5           | Shahter Qaraǵandy |
| Kaspıı           | 2 - 3           | Atyrau            |
| Munaıshy         | 0 - 3           | Qairat            |
| Aqsý Stepnogorsk | 0 - 2           | Oqjetpes          |
| Cesna            | 2 - 3           | Ertis             |
| Aqtóbe-Jas       | 1 - 3           | Énergetïk         |
| Spartak Semeı    | -               | Ekibastuz         |
| Ertis-2          | 0 - 2           | Taraz             |
| Aqjaıyq          | 0 - 2           | Tobyl             |
| Asbest           | 0 - 2           | Esil-Bogatyrʹ     |

## Ottavi di finale
I match si sono disputati tra il 10 e l'11 maggio 2006
| Squadra 1         | Risultato       | Squadra 2     |
| ----------------- | --------------- | ------------- |
| Ekibastuz         | 1 - 3           | Oqjetpes      |
| Astana 1964       | 3 - 0           | Vostok-2      |
| Aqtöbe            | 5 - 1           | Ordabasy      |
| Shahter Qaraǵandy | 4 - 1           | Jetisý        |
| Almaty            | 3 - 2           | Taraz         |
| Atyrau            | 0 - 2           | Tobyl         |
| Qairat            | 3 - 3 (3-4 dtr) | Énergetïk     |
| Ertis             | 3 - 1           | Esil-Bogatyrʹ |

## Quarti di finale
Gli incontri si sono disputati tra il 24 maggio e il 21 giugno 2006.
| Squadra 1 | Totale      | Squadra 2         | Andata | Ritorno |
| --------- | ----------- | ----------------- | ------ | ------- |
| Oqjetpes  | 0 - 1       | Astana 1964       | 0 - 0  | 0 - 1   |
| Aqtöbe    | 2 - 2 (gfc) | Shahter Qaraǵandy | 2 - 1  | 0 - 1   |
| Tobyl     | 2 - 3       | Almaty            | 2 - 2  | 0 - 1   |
| Énergetïk | 1 - 2       | Ertis             | 0 - 2  | 1 - 0   |

## Semifinali
Gli incontri si sono disputati tra il 21 giugno e il 30 agosto 2006.
| Squadra 1         | Totale      | Squadra 2   | Andata | Ritorno |
| ----------------- | ----------- | ----------- | ------ | ------- |
| Shahter Qaraǵandy | 3 - 3 (gfc) | Astana 1964 | 2 - 2  | 1 - 1   |
| Ertis             | 3 - 3 (gfc) | Almaty      | 3 - 1  | 0 - 2   |

## Finale
| Arbitro: | Hriňák |

|                           |           |                   |
| Irismetov 45’, 103’, 108’ | Marcatori | 85’ Jalmağambetov |